# Чисома
Чи́сома — деревня в Шатурском муниципальном районе Московской области, в составе сельского поселения Пышлицкое. Расположена в юго-восточной части Московской области в 1,5 км к западу от озера Дубового. Входит в культурно-историческую местность Ялмать. Деревня известна с 1648 года.
Население — 19 чел. (2013).

## Название
В письменных источниках деревня упоминается как Чисома. В списке населённых мест Рязанской губернии 1862 года и памятной книжке Рязанской губернии 1868 года обозначена как Чисьма, в сборнике статистических сведений по Рязанской губернии 1887 года — Чисомы.
Происхождение топонима не установлено, вероятно, дорусское название, оставленное древним населением.

## Физико-географическая характеристика

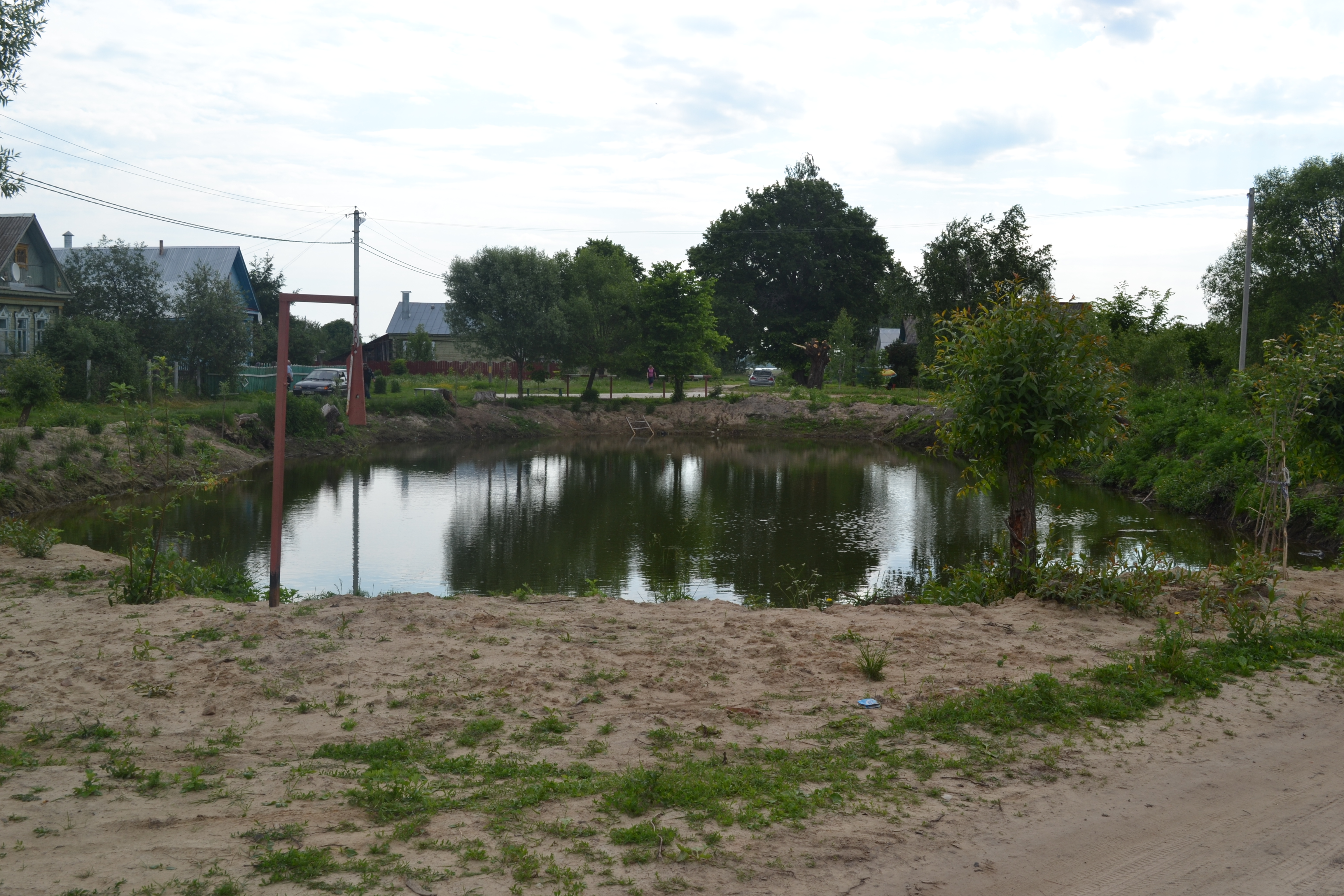
Пруд в деревне Чисома

Деревня расположена в пределах Мещёрской низменности, относящейся к Восточно-Европейской равнине, на высоте 123 метра над уровнем моря. Рельеф местности равнинный. Со всех сторон деревня, как и большинство соседних селений, окружена полями. В 1,5 км к востоку от деревни расположено озеро Дубовое, одно из Клепиковских озёр, через которые протекает река Пра.
По автомобильной дороге расстояние до МКАД составляет около 168 км, до районного центра, города Шатуры, — 63 км, до ближайшего города Спас-Клепики Рязанской области — 24 км, до границы с Рязанской областью — 8 км. Ближайший населённый пункт — деревня Филимакино, расположенная в 0,5 км к северу от Чисомы.
Деревня находится в зоне умеренно континентального климата с относительно холодной зимой и умеренно тёплым, а иногда и жарким, летом. В окрестностях деревни распространены торфянисто- и торфяно-подзолистые и торфяно-болотные почвы с преобладанием суглинков и глин.
В деревне, как и на всей территории Московской области, действует московское время.

## История

### С XVII века до 1861 года
В XVII веке деревня Чисома входила в Ялманскую кромину волости Муромское сельцо Владимирского уезда Замосковного края Московского царства. Первым известным владельцем деревни был майор Давыд Юрьевич Фарсаев. В 7156 (1647/48) году полковник Александр Петрович Гаментов получил деревню в поместье. В писцовой книге Владимирского уезда 1637—1648 гг. Чисома описывается как деревня на суходоле с пятью дворами, при деревне имелись пахотные земли среднего качества и сенокосные угодья: «Деревня Чисома на суходоле, а в ней крестьянин во дворе Левко Иванов да дети его Фролко да Ивашко; да Матюшка Филатов да дети его Ларка да Кононко. Двор Сенка Иванов да сын его Сенка ж, у Сенки сын Фадейко; Ивашка Тимофеев да сын его Севастьянко. Да бобылей двор Петрушка Семенов да сын его Гришка, да Игнашка Антонов. Во дворе Ивашка Семенов да сын его Степашка, да Мишка Антонов, у него сын Игнашко. Двор Петрушка Антонов да сын его Микифорко. Пашни паханые середние земли тридцать шесть четвертей, да перелогу двадцать одна четверть с осьминою и полтора четверика в поле, а в дву по тому ж; сена около поль и на Поповичах двадцать копен».
В 1656 году деревня была дана Ивану Гавриловичу Протопопову, а от Ивана Протопопова перешло его дочери Феодосье. В 1710 году Феодосья Протопопова отдала все свои имения царице Прасковье Федоровне, во владении которой они были вплоть до 1714 года.

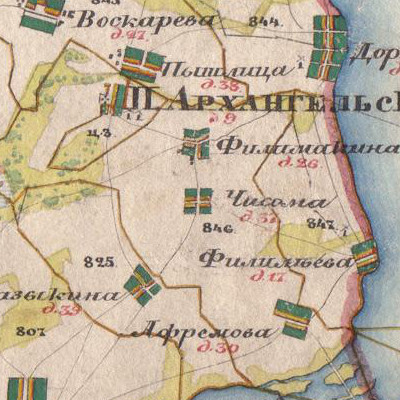
Деревня Чисома на карте 1850 года

В результате губернской реформы 1708 года деревня оказалась в составе Московской губернии. После образования в 1719 году провинций деревня вошла во Владимирскую провинцию, а с 1727 года — во вновь восстановленный Владимирский уезд.
В 1778 году образовано Рязанское наместничество (с 1796 года — губерния). Впоследствии вплоть до начала XX века Чисома входила в Егорьевский уезд Рязанской губернии.
В Экономических примечаниях к планам Генерального межевания, работа над которыми проводилась в 1771—1781 гг., деревня описана следующим образом: «Село Архангельское с деревнями: Филимакиной, Чисомой, Афремковою — Григория Афанасьева сына Матюшкина с выделанною церковною землею (47 дворов, 243 мужчин, 240 женщин)… деревни Филимакина, Чисома по обе стороны озёр безымянных… земля иловатая, хлеб и покосы средственны; лес дровяной, крестьяне на оброке».
В последней четверти XVIII века владельцем деревни был лейб-гвардии капитан-поручик Григорий Афанасьевич Матюшкин. После смерти Матюшкина всё его имение, насчитывавшее около 3000 душ крепостных, перешло его другу графу П. И. Панину. Дочь Матюшкина была лишена наследства, поскольку вышла замуж за Николая Лаврентьевича Шетнева без согласия родителей. Однако граф Панин объявил себя опекуном внучки Матюшкина, Екатерины Николаевны Шетневой, и после того, как та в 1786 году вышла замуж за П. В. Лопухина, возвратил ей всё дедовское наследство.
В 1804 году Екатерина Николаевна Лопухина отдала всё недвижимое имение, в том числе деревню Чисому, в приданое своей дочери Александре, когда та вышла замуж за А. А. Жеребцова. В свою очередь Александра Петровна Жеребцова отдала имение дочери Ольге, вышедшей замуж за князя А. Ф. Орлова.
В Отечественной войне 1812 года погиб житель деревни, ополченец Никифоров Ефим Михайлович, 19 лет.
По данным X ревизии 1858 года, деревня принадлежала генеральше от кавалерии, статс-даме, княгине Ольге Александровне Орловой.
По сведениям 1859 года Чисьма — владельческая деревня 1-го стана Егорьевского уезда по левую сторону Касимовского тракта, при колодцах.
На момент отмены крепостного права владелицей деревни была графиня Ольга Александровна Орлова.

### 1861—1917
После реформы 1861 года из крестьян деревни было образовано одно сельское общество, которое вошло в состав Архангельской волости.
Согласно Памятной книжке Рязанской губернии на 1868 год в деревне имелись две ветряные мельницы с одним поставом.
В 1885 году был собран статистический материал об экономическом положении селений и общин Егорьевского уезда. В деревне было общинное землевладение. Земля была поделена по работникам. Практиковались переделы мирской земли — часть покосов делилась ежегодно, а большая и лучшая часть каждые 5-6 лет; пашня делилась на определённый срок. В общине был как дровяной, так и строевой лес. Строевой лес рубили по мере надобности и делили деревьями, дровяной же лес, необходимый для отопления, рубили ежегодно кому сколько нужно. В селении имелась глина, которую не использовали. Надельная земля находилась в разных участках: пашня около деревни, а лес и покосы в чересполосице, большая часть которых в общем пользовании с другими деревнями. Дальние полосы пашни отстояли от деревни на полверсты. Пашня была разделена на 69 участков. Длина душевых полос от 10 до 70 сажень, а ширина от 1 до 2 аршин.
Почвы были супесчаные, илистые и суглинистые. Луга были как суходольные, так и болотистые. Прогоны были удобные. В деревне был большой пруд и 35 колодцев с хорошей водой. Своего хлеба не хватало, поэтому его покупали в селе Спас-Клепиках, а иногда в Дмитровском Погосте. Сажали рожь, овёс, гречиху и картофель. У крестьян было 31 лошадь, 83 коровы, 182 овцы, 48 свиней, а также 110 плодовых деревьев, пчёл не держали. Избы строили деревянные, крыли деревом и железом, топили по-белому.
Деревня входила в приход села Архангельское, там же находилась школа. В самой деревне имелись две мельницы, рушалка и маслобойня. Главным местным промыслом было вязание сетей для рыбной ловли, которым занимались исключительно женщины. Все мужчины были плотниками. В деревне 14 мужчин работали плотниками, ещё 33 плотника уходили на заработки в Московскую губернию и другие места.
По данным 1905 года основным отхожим промыслом в деревне оставалось плотничество. В деревне имелись три ветряных мельницы, конная маслобойка и просорушка. Ближайшее почтовое отделение и земская лечебница находились в селе Архангельском.

### 1917—1991

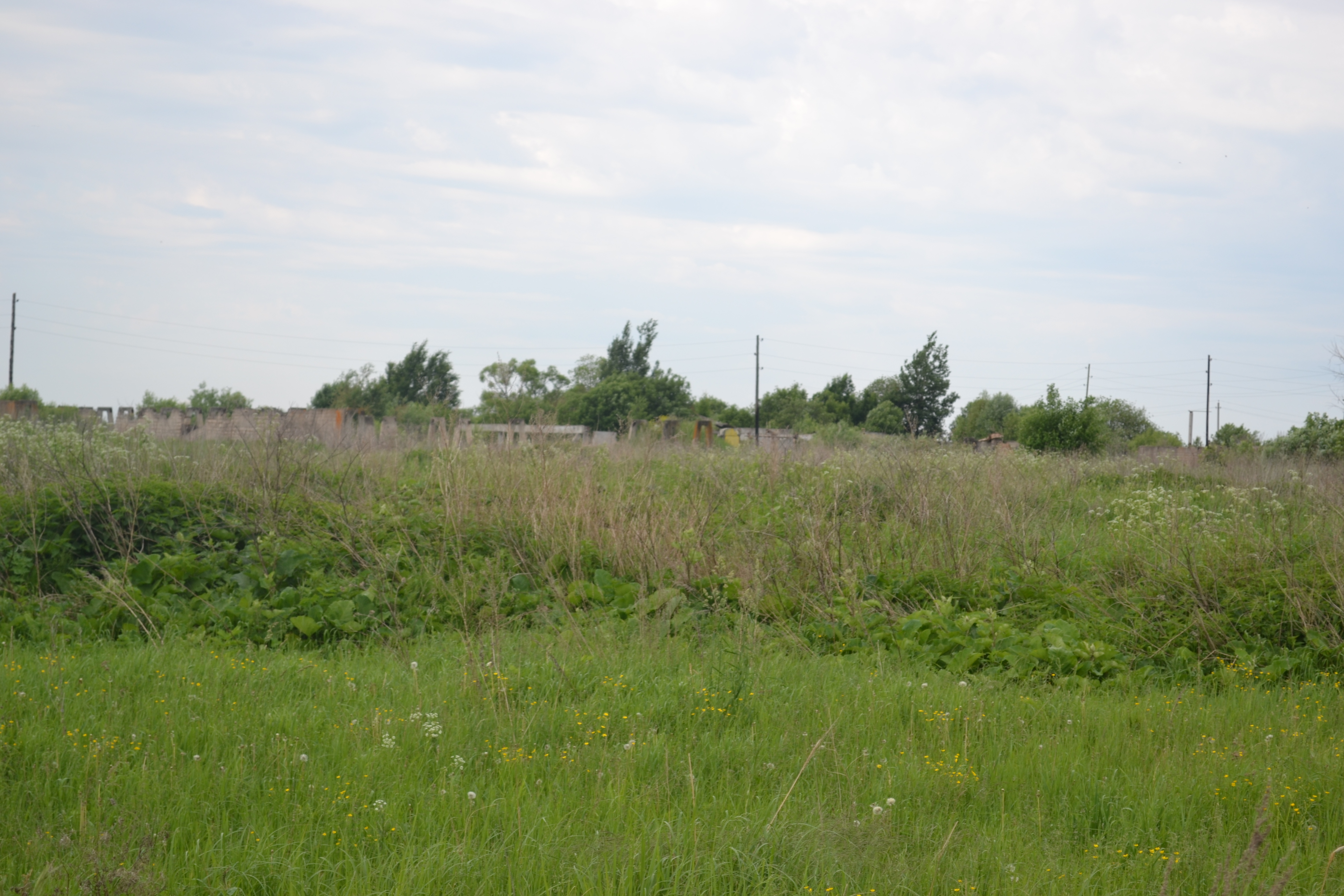
Заброшенная ферма в деревне

В 1919 году деревня Чисома в составе Архангельской волости была передана из Егорьевского уезда во вновь образованный Спас-Клепиковский район Рязанской губернии. В 1921 году Спас-Клепиковский район был преобразован в Спас-Клепиковский уезд, который в 1924 году был упразднён. После упразднения Спас-Клепиковского уезда деревня передана в Рязанский уезд Рязанской губернии. В 1925 году произошло укрупнение волостей, в результате которого деревня оказалась в укрупнённой Архангельской волости. В ходе реформы административно-территориального деления СССР в 1929 году деревня вошла в состав Дмитровского района Орехово-Зуевского округа Московской области. В 1930 году округа были упразднены, а Дмитровский район переименован в Коробовский.
В 1930 году деревня Чисома входила в Пышлицкий сельсовет Коробовского района Московской области.
В 1931 году в деревне был организован колхоз «За коллективный труд». Известные председатели колхоза: Жогина Наталья (1932 год), Макаров (1933—1934 гг.), Облов В. В. (1935—1937 гг.). Жогина А. М. (1942, 1946 гг.), Сумин Михаил (1948 год).
В конце 1930-х годов жертвой политических репрессий стала жительница деревни Федюкова Фёкла Степановна.
Во время Великой Отечественной войны в армию были призваны 46 жителей деревни. Из них 9 человек погибли и 9 пропали без вести. Четверо уроженцев деревни были награждены боевыми орденами и медалями:
- Жогин Фёдор Григорьевич (1908 г.р.) — призван в 1941 году, служил в звании красноармейца в 15-м отдельном плотницком батальоне, демобилизован в 1945 году, был награждён медалями «За оборону Москвы» и «За победу над Германией»;
- Ступина Анна Яковлевна (1924 г.р.) — призвана в 1942 году, служила в звании рядовой в 26-м отдельном эксплуатационном батальоне, демобилизована в 1945 году, была награждена медалями «За отвагу», «За боевые заслуги», «За победу над Японией» и «За победу над Германией»;
- Сумин Иван Филиппович (1925 г.р.) — призван в 1943 году, служил в 642-м отдельном артиллерийском истребительном противотанковом полку, демобилизован в 1945 году в звании сержанта, был награждён орденом Славы III степени и медалью «За победу над Германией»;
- Сумин Михаил Филиппович (1914 г.р.) — призван в 1941 году, демобилизован в 1945 году в звании старшины 2-й статьи, был награждён медалями «За оборону Советского Заполярья» и «За победу над Германией»[33].

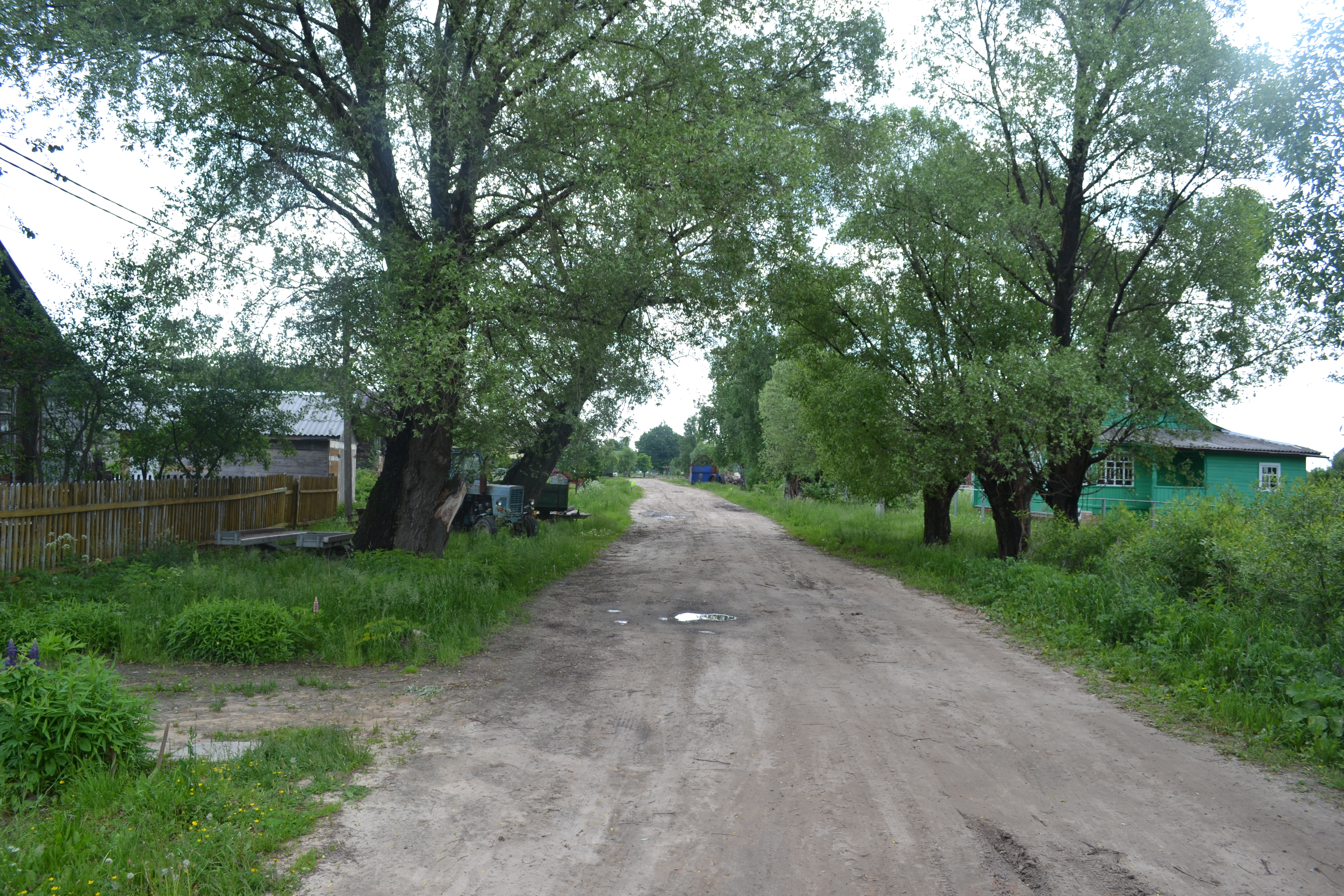
Улица в деревне

В 1951 году было произведено укрупнение колхозов, в результате которого деревня Чисома вошла в колхоз им. Сталина. С 1958 года правление укрупнённого колхоза находилось в деревне Чисома. Председателем колхоза был Багров В. А..
3 июня 1959 года Коробовский район был упразднён, Пышлицкий сельсовет передан Шатурскому району.
В 1960 году был создан совхоз «Пышлицкий», в который вошли все соседние деревни, в том числе Чисома.
С конца 1962 года по начало 1965 года Чисома входила в Егорьевский укрупнённый сельский район, созданный в ходе неудавшейся реформы административно-территориального деления, после чего деревня в составе Пышлицкого сельсовета вновь передана в Шатурский район.

### С 1991 года
В 1994 году в соответствии с новым положением о местном самоуправлении в Московской области Пышлицкий сельсовет был преобразован в Пышлицкий сельский округ. В 2005 году образовано Пышлицкое сельское поселение, в которое вошла деревня Чисома.

## Население
| 1812 | 1858 | 1859 | 1868 | 1885 | 1905 | 1970 |
| ---- | ---- | ---- | ---- | ---- | ---- | ---- |
| 242  | ↗257 | →257 | ↗285 | ↘282 | ↗326 | ↘107 |
| 1993 | 2002 | 2006 | 2010 | 2011 | 2013 |      |
| ↘39  | ↘33  | ↘28  | ↘11  | ↗21  | ↘19  |      |

Первые сведения о жителях деревни встречаются в писцовой книге Владимирского уезда 1637—1648 гг., в которой учитывалось только податное мужское население (крестьяне и бобыли). В деревне Чисома было пять дворов: два крестьянских двора, в котором проживало 11 мужчин, и три бобыльских двора с 9 бобылями.
В переписях за 1812, 1858 (X ревизия), 1859 и 1868 годы учитывались только крестьяне. Число дворов и жителей: в 1812—242 чел.; в 1850 году — 37 дворов; в 1858 году — 133 муж., 124 жен.; в 1859 году — 42 двора, 133 муж., 124 жен.; в 1868 году — 41 двор, 135 муж., 150 жен.
В 1885 году был сделан более широкий статистический обзор. В деревне проживало 282 крестьянина (45 дворов, 139 муж., 143 жен.), из 55 домохозяев 11 не имели своего двора. На 1885 год грамотность среди крестьян деревни составляла более 10 % (34 человека из 282), также было 2 учащихся (2 мальчика).
В 1905 году в деревне проживало 326 человек (44 двора, 169 муж., 157 жен.). Со второй половины XX века численность жителей деревни постепенно уменьшалась: в 1970 году — 39 дворов, 107 чел.; в 1993 году — 25 дворов, 39 чел.; в 2002 году — 33 чел. (17 муж., 16 жен.).
По результатам переписи населения 2010 года в деревне проживало 11 человек (3 муж., 8 жен.), из которых трудоспособного возраста — 2 человека, старше трудоспособного — 9 человек.
Жители деревни по национальности в основном русские (по переписи 2002 года — 67 %, у 33 % национальность не указана).
Деревня входила в область распространения Лекинского говора, описанного академиком А. А. Шахматовым в 1914 году.

## Социальная инфраструктура
Ближайшие предприятия торговли, дом культуры, библиотека и операционная касса «Сбербанка России» расположены в селе Пышлицы. Медицинское обслуживание жителей деревни обеспечивают Пышлицкая амбулатория, Коробовская участковая больница и Шатурская центральная районная больница. Ближайшее отделение скорой медицинской помощи расположено в Дмитровском Погосте. Чисома закреплена за Пышлицкой средней общеобразовательной школой.
Пожарную безопасность в деревне обеспечивают пожарные части № 275 (пожарные посты в селе Дмитровский Погост и деревне Евлево) и № 295 (пожарные посты в посёлке санатория «Озеро Белое» и селе Пышлицы).
Деревня электрифицирована. Центральное водоснабжение отсутствует, потребность в пресной воде обеспечивается общественными и частными колодцами.
Для захоронения умерших жители деревни, как правило, используют кладбище, расположенное около села Пышлицы. До середины XX века рядом с кладбищем находилась Архангельская церковь, в состав прихода которой входила деревня Чисома.

## Транспорт и связь
В 1,5 км к западу от деревни проходит асфальтированная автомобильная дорога общего пользования Дубасово-Пятница-Пестовская, на которой имеется остановочный пункт маршрутных автобусов «Пышлицы».
От остановки «Пышлицы» ходят автобусы до города Шатуры и станции Кривандино (маршруты № 27, № 130 и № 579), села Дмитровский Погост и деревни Гришакино (маршрут № 40), а также до города Москвы (маршрут № 327, «Перхурово — Москва (м. Выхино)»). Ближайшая железнодорожная станция Кривандино Казанского направления находится в 53 км по автомобильной дороге.
В деревне доступна сотовая связь (2G и 3G), обеспечиваемая операторами «Билайн», «МегаФон» и «МТС».
Ближайшее отделение почтовой связи, обслуживающее жителей деревни, находится в селе Пышлицы.